# Chiềng Đông (Yên Châu)
Pour les articles homonymes, voir Chiềng Đông.
Chiềng Đông est une commune rurale, située dans le district de Yên Châu (province de Sơn La, Viêt Nam).

## Géographie

### Localisation
La commune est située au nord-ouest du district. Elle est bordée : au nord, par la commune de Hua Nhàn (district de Bắc Yên) et les communes de Nà Bó et Cò Nòi (district de Mai Sơn) ; à l'est par les communes de Mường Khoa, Hua Nhàn et Tạ Khoa du district de Bắc Yên et par la commune de Sặp Vạt (district de Yên Châu) ; au sud par les communes de Chiềng Sàng et Chiềng Pằn (district de Yên Châu) et à l'ouest par les communes de Nà Bó et Cò Nòi (district de Mai Sơn).

### Géographie physique
Chiềng Đông a une superficie de 72,44 km2 (71,73 km2 selon le ministère vietnamien de l'Information et des Communications).
L'altitude minimale de la commune se situe aux alentours de 300 mètres et atteint 1 500 mètres au maximum.

### Subdivisions
La commune est divisée en 14 villages.
| Numéro | Nom             | Population (2012) | Ethnie majoritaire | Distance du centre communal |
| ------ | --------------- | ----------------- | ------------------ | --------------------------- |
| 1      | Chai            | 855               | Thaïs              | 1 km                        |
| 2      | Luông Mé        | 895               | Thaïs              | 0,5 km                      |
| 3      | Đâu Tấu         | 1028              | Thaïs              | 1 km                        |
| 4      | Na Pản          | 1821              | Thaïs              | 2,5 km                      |
| 5      | Nhôm            | 605               | Thaïs              | 5 km                        |
| 6      | Chùm            | 640               | Thaïs              | 2,5 km                      |
| 7      | Thèn Luồng      | 642               | Thaïs              | 1 km                        |
| 8      | Hượn            | 515               | Thaïs              | 2,5 km                      |
| 9      | Huổi Pù         | 340               | Thaïs              | 2,5 km                      |
| 10     | Nặm Ún          | 456               | Thaïs              | 1 km                        |
| 11     | Huổi Siểu       | 184               | Hmongs             | 8 km                        |
| 12     | Keo Bó          | 183               | Hmongs             | 14 km                       |
| 13     | Púng Khoai      | 148               | Hmongs             | 15 km                       |
| 14     | Cung Giao Thông | 53                | Kinh               | 1 km                        |

## Politique
Le code administratif de la commune est 04063.

## Démographie
Les principales ethnies de la commune sont les Kinhs, les Thaïs, les Hmongs, les Xinh Muns et les Khmu.
| 1999  | 2012  | - | - | - | - | - | - | - |
| ----- | ----- | - | - | - | - | - | - | - |
| 6 225 | 7 687 | - | - | - | - | - | - | - |

## Sources
- (vi) Cet article est partiellement ou en totalité issu de l’article de Wikipédia en vietnamien intitulé « Chiềng Đông, Yên Châu » (voir la liste des auteurs).